# Stenocereus gummosus
Stenocereus gummosus là một loài thực vật có hoa trong họ Cactaceae. Loài này được (Engelm.) A. Gibson & K.E. Horak miêu tả khoa học đầu tiên năm 1978.

## Hình ảnh

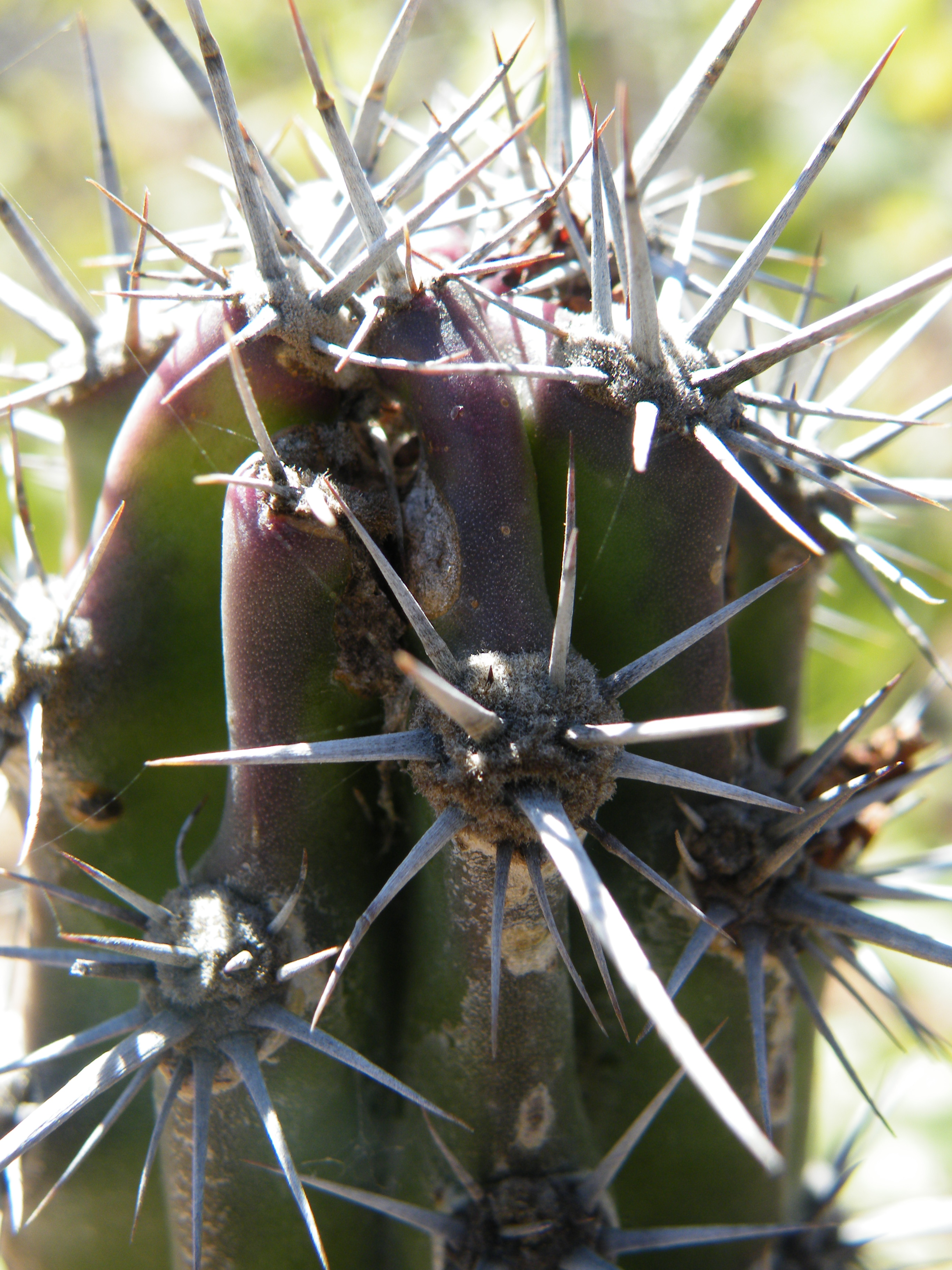
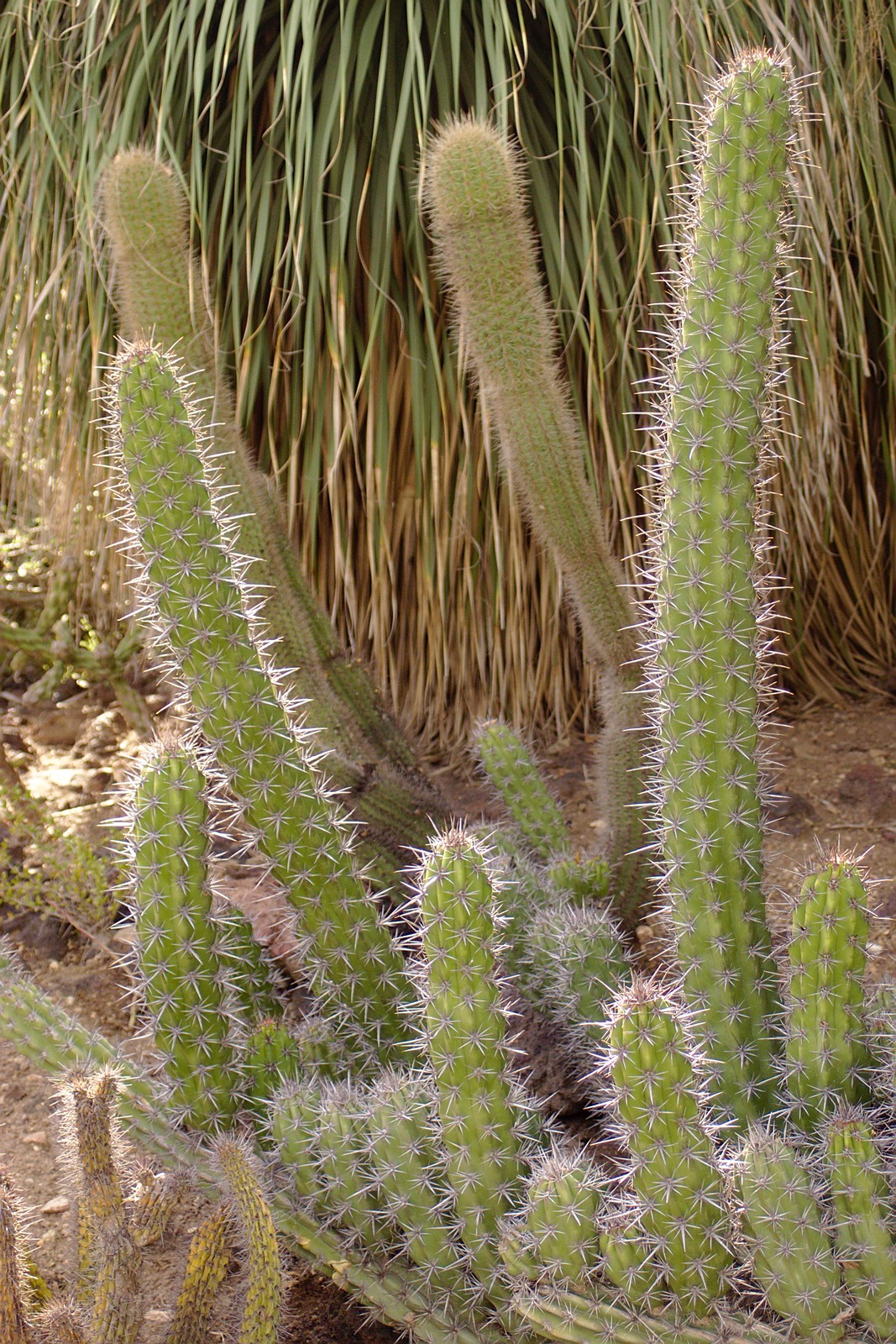